# قصيبة المديوني

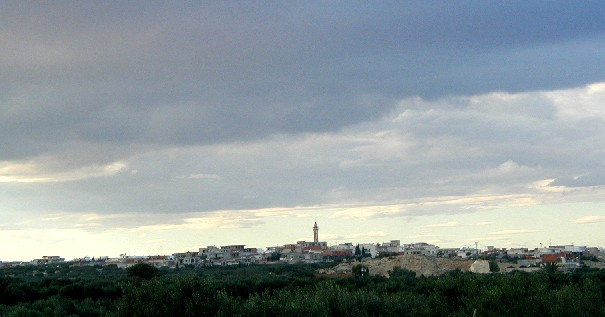
قصيبة المديوني

قصيبة المديوني إحدى مدن الجمهورية التونسية، تقع في ولاية المنستير على الشريط الساحلي للولاية، على بعد 10 كم جنوب مدينة المنستير. بلغ عدد سكانها 10.529 نسمة عام 2004. ترقيمها البريدي هو 5031.

## تاريخ المدينة
يرجع تاريخ المدينة إلى عهد الموحدين، حيث كانت أحد مراكز حراسة الساحل التونسي من هجومات الأوروبيين المسيحيين. يعتبر محمد بن عبد الله المديوني أو سيدي المديوني، الذي عاش في القرنين السادس عشر والسابع عشر الميلاديين، مؤسس المدينة. إذ قام باختيار التلّة التي تعلو الساحل البحري لبناء مسكنه ومسجد بها.

## صناعة الزربية
اشتهرت هذه المدينة بصنع الزربية منذ فترة الاستقلال حيث كانت الأغلبية العظمى من النساء تمارسن هذه المهنة وتجدن فيها متعة كبيرة لأنها مدرة نسبيا للمال وسبب من أسباب الدفء الاجتماعي لا سيما وأنها توفر الفرصة للحديث حول الأمور اليومية.

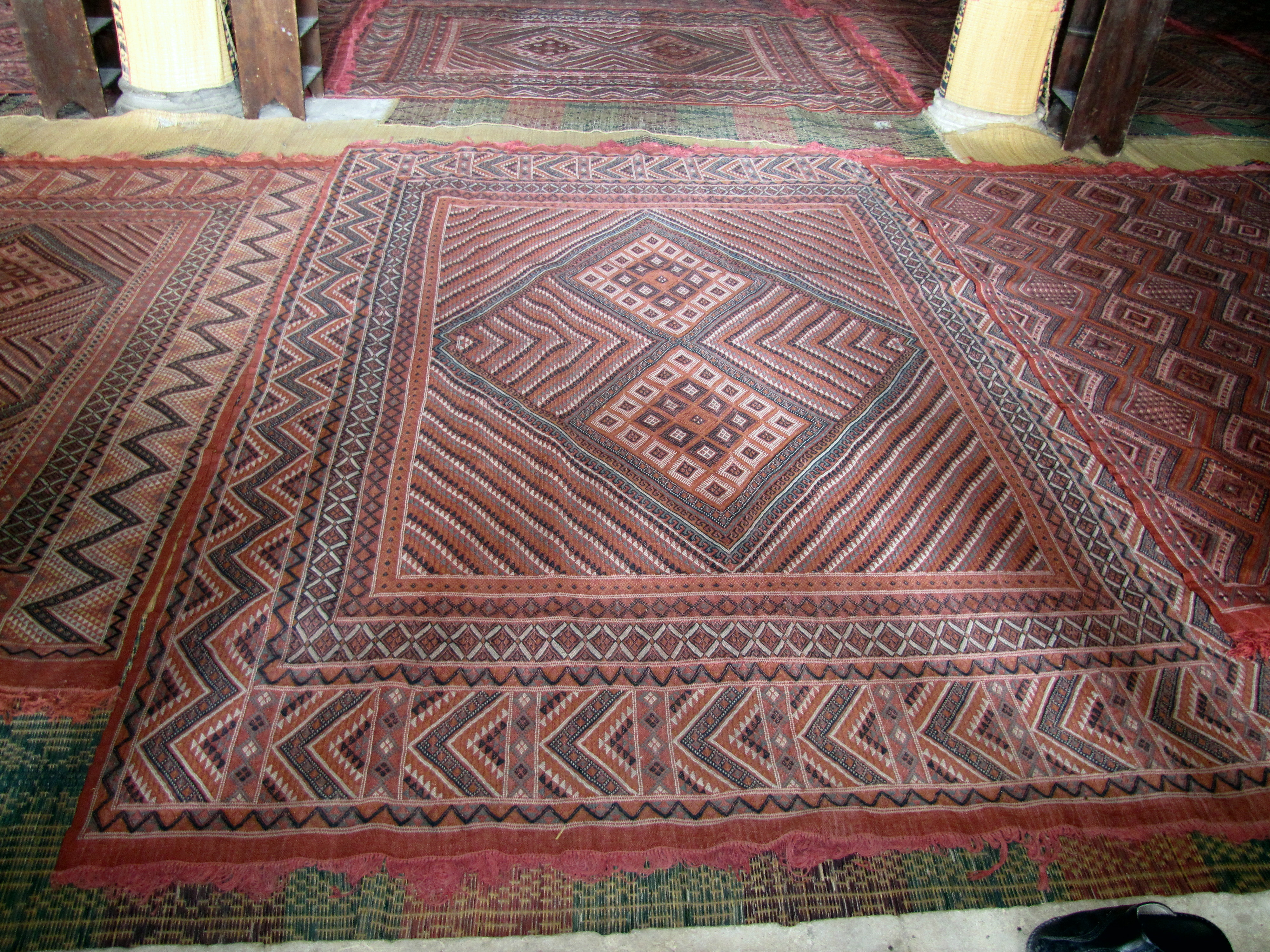
صناعة الزربية

.

## أعلام
- البشير التكاري
- عبد الحميد سلامة